# Kalliosaari (ö i Södra Savolax, Nyslott, lat 62,55, long 28,80)
Kalliosaari är en ö i Finland. Den ligger i sjön Juojärvi och i kommunen Heinävesi i den ekonomiska regionen  Nyslotts ekonomiska region  och landskapet Södra Savolax, i den sydöstra delen av landet, 300 km nordost om huvudstaden Helsingfors. Öns area är 0,3 hektar och dess största längd är 80 meter i sydöst-nordvästlig riktning.